# 제6회 들꽃영화상
제6회 들꽃영화상은 2019년 4월 12일에 열린 시상식이다.

## 수상 및 후보

### 대상
- 공동정범 - 김일란 외 1명 수상

### 극영화 감독상
- 소공녀 - 전고운 수상
- 죄 많은 소녀 - 김의석
- 살아남은 아이 - 신동석
- 눈꺼풀 - 오멸
- 당신의 부탁 - 이동은
- 군산: 거위를 노래하다 - 장률
- 풀잎들 - 홍상수

### 다큐멘터리 감독상
- 천당의 밤과 안개 - 정성일 수상
- 1991, 봄 - 권경원
- 공동정범 - 김일란 외 1명
- 마담 B - 윤재호
- 소성리 - 박배일

### 민들레상
- 피의 연대기 - 김보람 수상
- 1991, 봄 - 권경원
- 더 블랙 - 이마리오
- 마담 B - 윤재호
- 어른이 되면 - 장혜영

### 극영화 신인감독상
- 죄 많은 소녀 - 김의석 수상
- 어른도감 - 김인선
- 파란입이 달린 얼굴 - 김수정
- 살아남은 아이 - 신동석
- 춘천, 춘천 - 장우진
- 소공녀 - 전고운

### 남우주연상
- 살아남은 아이 - 성유빈 수상
- 튼튼이의 모험 - 김충길
- 어른도감 - 엄태구
- 홈 - 이효제
- 살인소설 - 지현우
- 살아남은 아이 - 최무성

### 여우주연상
- 소공녀 - 이솜 수상
- 박화영 - 김가희
- 풀잎들 - 김민희
- 누에치던 방 - 이상희
- 파란입이 달린 얼굴 - 장리우
- 죄 많은 소녀 - 전여빈

### 시나리오상
- 살아남은 아이 - 신동석 수상
- 파란입이 달린 얼굴 - 김수정
- 죄 많은 소녀 - 김의석
- 나와 봄날의 약속 - 백승빈 외 1명
- 소공녀 - 전고운

### 음악상
- 눈꺼풀 - 정채웅 수상
- 나와 봄날의 약속 - 구자완
- 죄 많은 소녀 - 선우정아

### 촬영상
- 뷰티풀 데이즈 - 김종선 수상
- 소공녀 - 김태수
- 죄 많은 소녀 - 백성빈
- 눈꺼풀 - 성민철 외 1명
- 군산: 거위를 노래하다 - 조영직

### 신인배우상
- 어른도감 - 이재인 수상
- 박화영 - 김가희
- 소녀의 세계 - 노정의
- 살아남은 아이 - 성유빈
- 당신의 부탁 - 윤찬영
- 샘 - 최준영

### 조연상
- 풀잎들 - 김새벽 수상
- 오목소녀 - 이지원
- 파란입이 달린 얼굴 - 진용욱

### 공로상
- 곽용수 수상

### 프로듀서상
- 살아남은 아이 - 제정주 수상